# 梅川伊芙
梅川伊芙，台灣YouTuber，其影片創作廣泛涉略音MAD及鬼畜與政治等元素，作品政治色彩濃厚鮮明，內容多與調侃前高雄市市長韓國瑜相關。於音MAD後端處理及影片剪輯有著深厚的造詣，惡搞氣息與旋律十分帶感，在年輕族群中廣受好評，有不少影片在網絡上引起了極大迴響。

## 經歷
2019年4月頻道建立初期，利用高雄市市長、2020年中華民國總統選舉中國國民黨提名人韓國瑜的演說、訪問、新聞內容作為素材，對其聲音進行調整，再結合著名的音樂和歌曲，製成多條音MAD影片，例如將網友基於知名卡通《海綿寶寶》主題曲製作的《國瑜草包之歌》歌詞，製成有人聲版本影片。
在2019年8月，他利用YouTuber「館長」陳之漢在直播上曾說過的話，改編成館長版的《Shape of You》音樂影片。同時，他再度利用了韓國瑜的人聲及其經典名言，製作了多首韓國瑜版歌曲，例如改編美國歌手比莉·艾利殊《Bad Guy》成《Bad Guy 壞韓導》、和改編美國歌手泰勒·斯威夫特《我！》成《韓導的浪子回頭》，調侃高雄市長韓國瑜、台北市長柯文哲以及總統蔡英文等政治人物。
此後，他亦繼續惡搞韓國瑜的經典名言，例如改編動畫版第一季片頭曲《We Are》成《草包白賊團》。另外，他亦有創作一些與香港和中國大陸有關的歌曲。例如將《漂向北方》改編為《撐起香港》以及中國歌手許嵩歌曲《玫瑰花的葬禮》改編的《無法控制疫情的政府》等 。

## 外部連結
- YouTube上的梅川伊芙頻道